# Jessica Cargill
Pour les articles homonymes, voir Cargill (homonymie).
Jessica Cargill est une karatéka suisse née le 24 juin 1980 en Suisse. Elle a remporté la médaille d'or en kumite plus de 68 kilos aux championnats d'Europe de karaté 2013 à Budapest.